# 玛纳斯县园艺场
玛纳斯县园艺场，是中华人民共和国新疆维吾尔自治区昌吉回族自治州玛纳斯县下辖的一个乡镇级行政单位。

## 行政区划
玛纳斯县园艺场下辖以下地区：
四旗户村、郎家家口村和西二工村。